# Tour de Flandes 1998
El Tour de Flandes 1998 fou la 82a edició del Tour de Flandes. La cursa es disputà el 5 d'abril de 1998, amb inici a Bruges i final a Meerbeke i un recorregut de 277 quilòmetres. El vencedor final fou el belga Johan Museeuw aconseguint així el tercer triomf a la clàssica flamenca.
Va ser la segona cursa de la Copa del Món de ciclisme de 1998.

## Classificació final
|    | Ciclista                 | Equip                 | Temps      |
| -- | ------------------------ | --------------------- | ---------- |
| 1  | Johan Museeuw (BEL)      | Mapei-Bricobi         | 6h 50' 02" |
| 2  | Stefano Zanini (ITA)     | Mapei-Bricobi         | + 43"      |
| 3  | Andrei Txmil (BEL)       | Lotto-Mobistar        | m. t.      |
| 4  | Emmanuel Magnien (FRA)   | La Française des Jeux | m. t.      |
| 5  | Peter Van Petegem (BEL)  | TVM-Farm Frites       | m. t.      |
| 6  | Michele Bartoli (ITA)    | Asics-CGA             | m. t.      |
| 7  | Viatxeslav Iekímov (RUS) | US Postal             | m. t.      |
| 8  | Franco Ballerini (BEL)   | Mapei-Bricobi         | m. t.      |
| 9  | Gianluca Bortolami (ITA) | Festina-Lotus         | + 50"      |
| 10 | Wilfried Peeters (BEL)   | Mapei-Bricobi         | m. t.      |